# Tascons
Els tascons (llatí: Tasconi) foren un poble gal a la Narbonense esmentat per Plini el vell, que haurien habitat la regió de Montauban al departament del Tarn. Teodard de Narbona esmenta un riu anomenat Tasco entre els tolosates (Tolosa) i els carrucensi (Cahors).